# LADY NAVIGATION
《LADY NAVIGATION》，是日本樂團B'z的第8張單曲及代表作之一。1991年3月27日發行。

## 簡介
- 單曲發行的當天正好是松本孝弘的30歲生日，不過他說純屬巧合。
- Oricon公信榜統計1991年單曲總銷量達108.5萬張，是B'z第一張銷量過百萬的單曲。
- 之後連續13張單曲取得百萬銷量。包括2003年的12cm CD再售盤在內，Oricon在榜時間長達56週，是B'z所有單曲作品中在榜時間最長的。
- 雖然Oricon公信榜統計銷量超過百萬，但日本唱片協會並未作出百萬唱片認證。
- 是1991年度日本單曲銷量第7位，是B'z首次單曲進入年榜前10位之內。[1]
- 憑此曲連續第二年獲得日本有線大賞的「被點播最多歌手賞」。
- 最終銷量約117.2萬張，為日本最暢銷單曲第158名，B'z連續13張百萬單曲由此張單曲開始的。

## 收錄曲
| 曲序 | 曲目                       | 备注                             | 时长 |
| ---- | -------------------------- | -------------------------------- | ---- |
| 1.   | LADY NAVIGATION            | 佳麗寶化妝品1991年夏天的形象歌曲 | 3:50 |
| 2.   | Pleasure'91 〜人生的快樂〜 |                                  | 4:38 |

## 「Pleasure'91 〜人生の快楽〜」版本差異
B'z有冠名為『Pleasure巡演』的巡迴演唱會，此巡演除了部分年代以外，幾乎每次皆會演奏此曲。屆時演奏當年會在編曲與歌詞做部分變更，而曲名會以「Pleasure OO 〜人生の快楽〜」（在OO加入年代）伴隨變更。
被變更的歌詞，主要為第2句A段部分。內容為91年版本（原曲）歌詞中所登場的「那傢伙」（あいつ）後續的故事，以標題中包含的『OO年』為時期連鎖展開。
- Pleasure'92 〜人生の快楽〜
在1992年的巡迴演唱會「B'z LIVE-GYM Pleasure '92 "TIME"」上首次披露。僅有此92年版本，歌詞為原曲無變更。
此版本未音源化，也未收錄於影像作品。
- Pleasure'95 〜人生の快楽〜
在1995年的巡迴演唱會「B'z LIVE-GYM Pleasure'95 "BUZZ!!"」上首次披露。
演唱會影像，收錄於影像作品『"BUZZ!!" THE MOVIE』。未音源化。
- Pleasure'98 〜人生の快楽〜
收錄於1998年發行的精選集『B'z The Best "Treasure"』。
在決定收錄曲時，以獲得粉絲投票原曲上榜第8位時，被收錄的是98年版本而非原曲。
僅有此版本，未在演唱會上披露。
- Pleasure 2000 〜人生の快楽〜
在2000年的巡迴演唱會「B'z LIVE-GYM Pleasure 2000 "juice"」上首次披露。
演唱會影像，收錄於影像作品『B'z LIVE-GYM Hidden Pleasure 〜Typhoon No.20〜』。未音源化。
- Pleasure 2003 〜人生の快楽〜
在2003年的巡迴演唱會「B'z LIVE-GYM 2003 The Final Pleasure "IT'S SHOWTIME!!"」上首次披露。
演唱會影像，收錄於影像作品『Typhoon No.15 〜B'z LIVE-GYM The Final Pleasure "IT'S SHOWTIME!!" in 渚園〜』。未音源化。
- Pleasure 2008 〜人生の快楽〜
收錄於精選輯『B'z The Best "ULTRA Pleasure"』。
演唱會影像，收錄於影像作品『B'z LIVE-GYM Pleasure 2008 -GLORY DAYS-』。
「'91」以外的版本被音源化，亦被演唱會演奏的僅有此版本。
- Pleasure 2013 〜人生の快楽〜
在2013年的巡迴演唱會「B'z LIVE-GYM Pleasure 2013 -ENDLESS SUMMER-」上首次披露。
演唱會影像，收錄於影像作品『B'z LIVE-GYM Pleasure 2013 ENDLESS SUMMER -XXV BEST-』。未音源化。

## 製作人員
- 松本孝弘：吉他、全曲作曲和編曲
- 稻葉浩志：主唱、全曲作詞
- 明石昌夫：全曲編曲
- 田中一光：鼓
- 增田隆宣：鍵盤
- B+U+M